# Pseudapis algeriensis
Pseudapis algeriensis är en biart som först beskrevs av Warncke 1976.  Pseudapis algeriensis ingår i släktet Pseudapis och familjen vägbin. Inga underarter finns listade i Catalogue of Life.